# Olivier Borderan
Olivier Borderan, né le 20 février 1976 à Paris, est un athlète français.

## Carrière
Olivier Borderan remporte la médaille d'or du saut en longueur aux Journées européennes de la jeunesse européenne de 1993 à Valkenswaard. Il est sacré champion de France en salle du saut en longueur en 1994 à Bordeaux. Il termine sixième du concours de saut en longueur aux Championnats du monde juniors d'athlétisme 1994 à Lisbonne.